# Le Versoud
 Le Versoud  es una población y comuna francesa, en la región de Ródano-Alpes, departamento de Isère, en el distrito de Grenoble y cantón de Domène.

## Demografía
| 1445 | 1675 | 1772 | 2217 | 2995 | 3809 |
| Para los censos de 1962 a 1999 la población legal corresponde a la población sin duplicidades (Fuente: INSEE [Consultar]) |      |      |      |      |      |